# ČD 755 sorozat
A ČD 755 sorozat egy cseh Bo’Bo’ tengelyelrendezésű, villamos erőátvitelű dízelmozdony-sorozat a teherforgalom számára. A ČSD T 478.3 sorozat átépítéséből született, mikor 1995-ben kettő mozdonyt korszerűsítettek.